# Otofuke, Hokkaidō
Otofuke (音更町 Otofuke-chō) là thị trấn thuộc huyện Katō, phó tỉnh Tokachi, Hokkaidō, Nhật Bản. Tính đến ngày 1 tháng 10 năm 2020, dân số ước tính thị trấn là 43.576 người và mật độ dân số là 93 người/km2. Tổng diện tích thị trấn là 466.09 km2.

## Địa lý

### Khí hậu
| Dữ liệu khí hậu của Komaba, Otofuke     | Dữ liệu khí hậu của Komaba, Otofuke | Dữ liệu khí hậu của Komaba, Otofuke | Dữ liệu khí hậu của Komaba, Otofuke | Dữ liệu khí hậu của Komaba, Otofuke | Dữ liệu khí hậu của Komaba, Otofuke | Dữ liệu khí hậu của Komaba, Otofuke | Dữ liệu khí hậu của Komaba, Otofuke | Dữ liệu khí hậu của Komaba, Otofuke | Dữ liệu khí hậu của Komaba, Otofuke | Dữ liệu khí hậu của Komaba, Otofuke | Dữ liệu khí hậu của Komaba, Otofuke | Dữ liệu khí hậu của Komaba, Otofuke | Dữ liệu khí hậu của Komaba, Otofuke |
| Tháng                                   | 1                                   | 2                                   | 3                                   | 4                                   | 5                                   | 6                                   | 7                                   | 8                                   | 9                                   | 10                                  | 11                                  | 12                                  | Năm                                 |
| --------------------------------------- | ----------------------------------- | ----------------------------------- | ----------------------------------- | ----------------------------------- | ----------------------------------- | ----------------------------------- | ----------------------------------- | ----------------------------------- | ----------------------------------- | ----------------------------------- | ----------------------------------- | ----------------------------------- | ----------------------------------- |
| Cao kỉ lục °C (°F)                      | 6.6 (43.9)                          | 9.4 (48.9)                          | 16.6 (61.9)                         | 29.8 (85.6)                         | 37.7 (99.9)                         | 37.8 (100.0)                        | 36.3 (97.3)                         | 36.2 (97.2)                         | 33.1 (91.6)                         | 26.7 (80.1)                         | 20.8 (69.4)                         | 13.1 (55.6)                         | 37.8 (100.0)                        |
| Trung bình ngày tối đa °C (°F)          | −2.3 (27.9)                         | −1.2 (29.8)                         | 3.6 (38.5)                          | 11.2 (52.2)                         | 17.4 (63.3)                         | 20.7 (69.3)                         | 23.8 (74.8)                         | 24.9 (76.8)                         | 21.4 (70.5)                         | 15.2 (59.4)                         | 7.5 (45.5)                          | 0.2 (32.4)                          | 11.9 (53.4)                         |
| Trung bình ngày °C (°F)                 | −8.1 (17.4)                         | −7.2 (19.0)                         | −1.6 (29.1)                         | 5.0 (41.0)                          | 10.9 (51.6)                         | 14.7 (58.5)                         | 18.4 (65.1)                         | 19.6 (67.3)                         | 16.0 (60.8)                         | 9.4 (48.9)                          | 2.6 (36.7)                          | −4.6 (23.7)                         | 6.3 (43.3)                          |
| Tối thiểu trung bình ngày °C (°F)       | −15.6 (3.9)                         | −15.2 (4.6)                         | −7.8 (18.0)                         | −1.0 (30.2)                         | 4.5 (40.1)                          | 9.5 (49.1)                          | 14.1 (57.4)                         | 15.3 (59.5)                         | 10.9 (51.6)                         | 3.5 (38.3)                          | −2.5 (27.5)                         | −10.7 (12.7)                        | 0.4 (32.7)                          |
| Thấp kỉ lục °C (°F)                     | −32.1 (−25.8)                       | −30.9 (−23.6)                       | −26.9 (−16.4)                       | −14.7 (5.5)                         | −5.5 (22.1)                         | −1.0 (30.2)                         | 1.9 (35.4)                          | 3.7 (38.7)                          | −0.8 (30.6)                         | −5.7 (21.7)                         | −18.1 (−0.6)                        | −25.9 (−14.6)                       | −32.1 (−25.8)                       |
| Lượng Giáng thủy trung bình mm (inches) | 27.2 (1.07)                         | 19.9 (0.78)                         | 32.3 (1.27)                         | 51.1 (2.01)                         | 79.0 (3.11)                         | 78.6 (3.09)                         | 116.9 (4.60)                        | 148.9 (5.86)                        | 131.2 (5.17)                        | 77.0 (3.03)                         | 45.1 (1.78)                         | 38.7 (1.52)                         | 845.9 (33.30)                       |
| Số ngày mưa trung bình                  | 4.9                                 | 4.3                                 | 6.1                                 | 7.7                                 | 9.5                                 | 9.8                                 | 10.8                                | 11.9                                | 10.9                                | 8.7                                 | 7.3                                 | 6.2                                 | 98.1                                |
| Số giờ nắng trung bình tháng            | 175.7                               | 176.5                               | 212.0                               | 188.4                               | 183.3                               | 143.1                               | 119.2                               | 123.9                               | 145.8                               | 172.4                               | 159.5                               | 160.9                               | 1.956,7                             |
| Nguồn 1: Cục Khí tượng Nhật Bản         |                                     |                                     |                                     |                                     |                                     |                                     |                                     |                                     |                                     |                                     |                                     |                                     |                                     |
| Nguồn 2: Cục Khí tượng Nhật Bản         |                                     |                                     |                                     |                                     |                                     |                                     |                                     |                                     |                                     |                                     |                                     |                                     |                                     |

## Nhân vật đến từ Otofuke
- Ifukube Akira
- Nishikawa Takahiro
- Takeo Fujinokawa